# Драговац (Пожаревац)
Драговац је насеље у Србији у општини Пожаревац у Браничевском округу. Према попису из 2022. било је 686 становника.

## Демографија
У насељу Драговац живи 763 пунолетна становника, а просечна старост становништва износи 44,7 година (42,7 код мушкараца и 46,7 код жена). У насељу има 268 домаћинстава, а просечан број чланова по домаћинству је 3,40.
Ово насеље је великим делом насељено Србима (према попису из 2002. године).
|  |

| Демографија | Демографија | Демографија |
| Година      | Становника  | Становника  |
| ----------- | ----------- | ----------- |
| 1948.       | 1.261       |             |
| 1953.       | 1.317       |             |
| 1961.       | 1.372       |             |
| 1971.       | 1.253       |             |
| 1981.       | 1.196       |             |
| 1991.       | 1.166       | 1.036       |
| 2002.       | 910         | 1.053       |
| 2011.       | 834         |             |

| Етнички састав према попису из 2002.‍ | Етнички састав према попису из 2002.‍ | Етнички састав према попису из 2002.‍ | Етнички састав према попису из 2002.‍ | Етнички састав према попису из 2002.‍ |
| ------------------------------------ | ------------------------------------ | ------------------------------------ | ------------------------------------ | ------------------------------------ |
|                                      |                                      |                                      |                                      |                                      |
| Срби                                 | Срби                                 |                                      | 907                                  | 99,67%                               |
| Македонци                            | Македонци                            |                                      | 2                                    | 0,21%                                |
| Хрвати                               | Хрвати                               |                                      | 1                                    | 0,10%                                |
| непознато                            | непознато                            |                                      | 0                                    | 0,0%                                 |

| Година пописа     | 1948. | 1953. | 1961. | 1971. | 1981. | 1991. | 2002. |
| ----------------- | ----- | ----- | ----- | ----- | ----- | ----- | ----- |
| Број домаћинстава | 298   | 314   | 327   | 300   | 296   | 304   | 268   |

| Број чланова      | 1  | 2  | 3  | 4  | 5  | 6  | 7 | 8 | 9 | 10 и више | Просек |
| ----------------- | -- | -- | -- | -- | -- | -- | - | - | - | --------- | ------ |
| Број домаћинстава | 56 | 61 | 30 | 34 | 41 | 31 | 8 | 6 | 0 | 1         | 3,40   |

| Пол    | Укупно | Неожењен/Неудата | Ожењен/Удата | Удовац/Удовица | Разведен/Разведена | Непознато |
| ------ | ------ | ---------------- | ------------ | -------------- | ------------------ | --------- |
| Мушки  | 383    | 89               | 259          | 28             | 7                  | 0         |
| Женски | 415    | 55               | 258          | 84             | 17                 | 1         |
| УКУПНО | 798    | 144              | 517          | 112            | 24                 | 1         |

| Пол    | Укупно                    | Пољопривреда, лов и шумарство | Рибарство                            | Вађење руде и камена | Прерађивачка индустрија       |
| ------ | ------------------------- | ----------------------------- | ------------------------------------ | -------------------- | ----------------------------- |
| Мушки  | 207                       | 75                            | 0                                    | 16                   | 28                            |
| Женски | 146                       | 85                            | 0                                    | 0                    | 20                            |
| УКУПНО | 353                       | 160                           | 0                                    | 16                   | 48                            |
| Пол    | Производња и снабдевање   | Грађевинарство                | Трговина                             | Хотели и ресторани   | Саобраћај, складиштење и везе |
| Мушки  | 4                         | 11                            | 31                                   | 3                    | 17                            |
| Женски | 1                         | 2                             | 9                                    | 3                    | 0                             |
| УКУПНО | 5                         | 13                            | 40                                   | 6                    | 17                            |
| Пол    | Финансијско посредовање   | Некретнине                    | Државна управа и одбрана             | Образовање           | Здравствени и социјални рад   |
| Мушки  | 0                         | 2                             | 1                                    | 6                    | 4                             |
| Женски | 1                         | 0                             | 3                                    | 2                    | 12                            |
| УКУПНО | 1                         | 2                             | 4                                    | 8                    | 16                            |
| Пол    | Остале услужне активности | Приватна домаћинства          | Екстериторијалне организације и тела | Непознато            | Непознато                     |
| Мушки  | 1                         | 0                             | 0                                    | 8                    | 8                             |
| Женски | 1                         | 1                             | 0                                    | 6                    | 6                             |
| УКУПНО | 2                         | 1                             | 0                                    | 14                   | 14                            |